# Lauzach
 Lauzach  (en bretón Laozag) es una población y comuna francesa, en la región de Bretaña, departamento de Morbihan, en el distrito de Vannes y cantón de Questembert.

## Demografía
| 387 | 373 | 341 | 444 | 502 | 551 |
| Para los censos de 1962 a 1999 la población legal corresponde a la población sin duplicidades (Fuente: INSEE [Consultar]) |     |     |     |     |     |